# Хутір Голуба (Любарський район)
Хутір Голуба (рос. Хутор Голуба) — колишній хутір у Старолюбарській сільській раді Любарського району Бердичівської округи Української СРР.

## Населення
У 1906 році в поселенні налічувалося 11 осіб, дворів — 1, у 1923 році — 4 мешканці, дворів — 1.
Відповідно до перепису населення СРСР 17 грудня 1926 року, чисельність населення становила 3 особи, з них 1 чоловік та 2 жінок; за національністю українці. Кількість господарств — 1.

## Історія
Заснований у 1856 році. У 1906 році — хутір Любарської волості (5-го стану) Новоград-Волинського повіту Волинської губернії. Відстань до повітового центру м. Новоград-Волинський становила 90 верст, до волосного центру містечка Любар — 3 версти. Поштове відділення — міст. Любар.
У березні 1921 року, в складі волості, переданий до новоутвореного Полонського повіту Волинської губернії. У 1923 році увійшов до складу новоствореної Старолюбарської сільської ради, яка 7 березня 1923 року включена до складу новоутвореного Любарського району Житомирської округи. Розміщувався за 5 верст від районного центру містечка Любар та від центру сільської ради міст. Старий Любар.
17 червня 1925 року Любарський район передано до складу Бердичівської округи. Відстань до центру сільської ради міст. Старий Любар становила 4 версти, до районного центру міст. Любар — 4 версти, до окружного центру в Бердичеві — 64 версти, до найближчої залізничної станції Печанівка — 17 верст.
Виключений з обліку населених пунктів до 1 жовтня 1941 року.